# آر. سیتی
آر. سیتی (انگلیسی: R. City) همچنین با نام راک سیتی (Rock City) شناخته می‌شود و قبلاً با نام پلنت وی‌آی (Planet VI) شناخته می‌شد، یک گروه موسیقی هیپ هاپ دونفرهٔ آمریکایی شامل ترون «آپ‌تاون ای‌پی» توماس و تیموتی «ای.آی.» توماس است که در سال ۲۰۰۳ شکل گرفت. آر. سیتی بیشتر به عنوان گروه ترانه‌پرداز و تهیه‌کننده موسیقی شناخته می‌شود و پس از امضای قرارداد با کموساب رکوردز، زیر مجموعهٔ آرسی‌ای رکوردز در سال ۲۰۱۴، به عنوان هنرمندان موسیقی، اعتبارات زیادی را برای فعالیت‌های برجسته صنعت موسیقی به دست آورد. در سال ۲۰۱۵، این گروه تک‌آهنگ خود را به نام «Locked Away» با همکاری آدام لوین منتشر کرد که به جایگاه شماره شش در جدول بیلبورد هات ۱۰۰ رسید. گروه نخستین آلبوم استودیویی خود را در سال ۲۰۱۵ با نام رؤیاها از چه ساخته شده‌اند منتشر کرد.
در کنار فعالیت‌های گروهی، آر. سیتی در ترانه‌سرایی و تهیه‌کنندگی «ما نمی‌تونیم متوقف شیم» از مایلی سایرس، «فقط» از نیکی میناژ و «بریزش» از ریانا همکاری داشته است. این گروه همچنین در چندین آلبوم که نامزدی جایزه گرمی به دست آورده‌اند از جمله ناعذرخواهانه از ریانا و همه‌چیز من از آریانا گرانده، مشارکت داشته است.